# Grande falce
La grande falce, o grande circonferenza, o bordo esterno del tentorio, o falce cerebrale è un sepimento costituito da un'espansione di dura madre a forma di setto verticale che si pone tra i due emisferi cerebrali, all'interno della scissura interemisferica.
Il setto si presenta sottile nella parte frontale, diventando via via più ampio nella regione occipitale dove è collegata con la parte superiore del tentorio cerebellare. La grande falce aderisce alla protuberanza occipitale interna, al solco trasverso occipitale, al bordo superiore della rocca petrosa e termina alle apofisi clinoidee posteriori, mentre la piccola circonferenza collega le due apofisi clinoidee anteriori, passa dietro alla doccia basilare e con essa forma il forame ovale di Pacchioni, prosegue e passa sulla rocca petrosa e lateralmente raggiunge il processo clinoideo posteriore e si fissa su quello anteriore.
All'interno dello spessore della grande falce, nel punto in cui questa si allarga e aderisce alla volta interna del cranio, corre il seno sagittale superiore che drena parte del sangue proveniente dalla circolazione cerebrale e si getta nella confluente dei seni. Lungo il margine libero della falce cerebrale corre invece il seno sagittale inferiore che termina nel seno retto. 
La grande falce tende a subire un processo di calcificazione con l'avanzare dell'età. Grazie alle sue caratteristiche anatomiche ed al suo posizionamento, a separare i due emisferi telencefalici, la grande falce cerebrale permette di limitare, almeno parzialmente, l'entità dei danni cerebrali causati da traumi successivi (da scuotimento).